# The Idiot
“The Idiot”은 미국의 음악가 이기 팝의 첫 번째 정규 음반으로 1977년 3월 18일 RCA 레코드를 통하여 발매하였다.

## 배경
1960년대 말부터 1970년대 초까지 이기 팝은 프로토펑크 밴드 스투지스에서 프런트맨으로 활동하였다. 팝은 무대 위에서의 거친 행동으로 인기를 끌었고 열광적인 팬을 모으는데 큰 기여를 하였다. 하지만 밴드 활동 동안 상업적인 성과는 거의 거두지 못했고, 팝을 포함한 모든 멤버가 마약 중독 문제를 겪기 시작했다. 그러던 1971년 팝은 음악가 데이비드 보위를 만났고, 둘은 친구가 되었다. 보위는 1973년 스투지스의 정규 3집 “Raw Power”의 믹서를 맡았으나, 음반 발매 이후 밴드가 내분으로 1974년에 해체하고 팝이 마약 중독으로 쓰러지면서 둘 간의 협업 또한 중단되었다. 해체 직후 팝은 스투지스의 멤버였던 제임스 윌리엄슨과 함께 노래를 녹음하였다. 음반 발매는 한동안 발매가 이루어지지 않다가 1977년 팝과 윌리엄슨의 이름이 함께 올라간 “Kill City”라는 제목으로 나왔다. 팝은 솔로 가수로서 입지를 다지기 위해 노력했고, 도어스나 키스 같은 밴드들에 합류하기 위해 오디션을 보았지만 번번이 실패하였다. 그러다 헤로인 중독이 자신을 파괴하고 있다는 것을 깨닫게 되고 마약에서 벗어나기 위해 캘리포니아 대학교 로스앤젤레스 신경정신병학 관련 기관에 스스로 입소하였고, 보위는 팝이 입소자로 지내는 동안 팝을 찾아간 얼마 안 되는 사람 중 한 명이었다. 후에 팝은 "아무도 오지 않았다... LA에서 친구라고 부르는 사람들조차 안 왔다. 하지만 데이비드는 찾아왔다."고 회고하였다. 팝과 보위는 1975년 중반에 재결합하여 다시 몇 곡을 녹음해보려 노력하였지만 두 사람 모두 마약 중독에 깊이 빠져 있어서 대부분이 실패로 돌아갔다. 이 일과 관련하여 보위는 후에 "그는 결코 제시간에 녹음실에 오지 않았다. 이기는 무너져 갔다."고 이야기했다.
1974년과 1976년에 진행되었던 팝의 재활 시도는 수포로 돌아갔고, 보위의 전기 작가 토머스 제롬 시브룩은 팝이 1976년에 인생의 최저점을 찍었다고 묘사하였다. 현재 상태에서 빠져나와야 한다는 것을 안 팝은 보위가 제안했던 1976년의 “Isolar Tour”의 공연을 받아들였다. 당시 보위도 마약 중독에서 벗어나고 싶어하였다. 투어를 도는 동안 팝은 보위가 가진 직업 정신에 많은 인상을 받았고, 후에 자기 계발과 관련된 기술은 모두 보위를 통하여 배우게 됐다고 언급하였다. 팝이 보위가 프로듀서로서 참여한 솔로 음반을 녹음하는 것에 대한 다른 이야기가 존재하는데, 보위와 기타리스트 카를로스 알로마르는 ‘Sister Midnight’이라는 제목의 새 곡을 만들어 팝에게 주었으며, 보위는 투어에서 이따금 이 곡을 라이브로 공연하기도 하였다. 투어가 끝날 무렵, 보위와 팝은 둘 다 로스앤젤레스의 마약 문화를 피하고 싶다는 것을 깨닫고 유럽으로 자리를 옮겼다. 보위는 처음에 독일의 뮌헨에서 싱글로 발매할 ‘Sister Midnight’를 제작하고 싶어하였고, “Pin Ups”를 녹음하였던 프랑스 에루비유의 샤토 데루비유를 방문한 후  팝을 위한 음반의 전체를 그곳에서 제작하기로 결정하였다. 보위는 1976년 여름 후반 동안 샤토에서 작업하기 위해 두 달 동안 스튜디오를 예약하였다.

## 작업
보위와 팝은 1976년 6월 음반을 녹음하기 위하여 샤토 데루비유에 도착하였다. 보위는 스튜디오의 새 소유주이자 프랑스 밴드 마그마의 전 베이시스트였던 로랑 티보와 계약을 하였고, 베이스 연주 및 엔지니어로서 참여해줄 것을 요청하였다. 티보는 프랑스인인 미셸 상탕겔리를 드러머로 고용하였다. 보위는 키보드와 기타로 “The Idiot”에 수록할 곡을 작곡하기 시작하였다.  상탕겔리의 합류 이후 보위는 상탕겔리를 위하여 볼드윈 전자 피아노로 노래를 연주해주었다. 상탕겔리는 이틀 동안 최소한의 지도만을 받았고, 그 후 데모라고 생각했던 트랙을 연주하였다. 일부 곡은 최종 믹스에 포함되기도 하였다. 하지만 보위는 이틀이 다 되어갈 때 상탕겔리를 해고하였다. 상탕겔리는 자신의 연주가 부족하다고 믿어 후에 음반에 참여하지 않았으나, 시간이 지나고 드럼 사운드에 자신의 버전이 실린 것에 대한 유감을 표명하였다. 그 후 보위는 기타 사운드를 추가하기 시작하였다. 전체적으로 보위는 기타, 전자 피아노, 신시사이저, 색소폰, 그리고 백 보컬에 참여하였다.
기타, 키보드, 드럼으로 배킹 트랙을 모두 작곡한 보위는 티보에게 조금의 안내만으로 베이스를 추가하도록 했다. 1976년 7월, 보위는 베이시스트 조지 머레이와 드러머 데니스 데이비스가 있는 자신의 리듬 섹션을 불러 ‘Sister Midnight’과 ‘Mass Production’을 포함한 일부 트랙의 오버더빙 작업을 벌였다. 보위가 “The Idiot”의 대부분을 작곡한 대신 팝은 스튜디오 바닥에서 가사를 쓰고, 때때로 보위가 작곡하는 음악에 피드백을 해 주었다. 이외에도 팝은 마이크 옆에 서 있는 동안 즉흥적으로 가사의 일부를 바꾸기도 하였는데, 보위는 이 방법에 영감을 받아 “"Heroes"”를 녹음할 때 사용하기도 하였다.

## 작사 및 작곡
“The Idiot”은 스투지스의 프로토펑크 스타일을 과감하게 탈피하였다. 발매 당시 팝은 “The Idiot”을 "제임스 브라운과 크라프트베르크 사이의 교차점"이라고 표현하였다. 이전의 비평가들은 “The Idiot”을 아트 록으로 분류하였으나, 고딕 록, 인더스트리얼 록, 포스트펑크와 펑크 록도 존재한다고 이야기하였다. 1981년, NME의 편집자 로이 카와 찰스 샤 머레이는 “The Idiot”의 전자 사운드를 보위의 1977년 작 “Low”가 개척한 것이라고 말하였지만, 2016년 니콜라스 페그는 "보위의 ‘Station to Station’과 ‘Low’ 사이의 디딤돌"이라고 묘사하였다. 서커스 매거진의 웨슬리 스트릭은 기계화된 음악이라고 묘사하면서 보위의 ‘Fame’에 "리듬이 빨라지는 게 추가된 것"과 비슷하다고 이야기하였고, 크림의 리처드 리겔은 "독일의 전자 음악을 함축한 전문적인 스튜디오 메탈"이라고 표현하였다. NME의 닉 켄트는 "악과 무법 지대의 한밤의 불안에서 나오는 병든 것 같은 향기에 구속되어 있다"고 평하였다. 보위의 전기 작가인 데이비드 버클리는 “The Idiot”을 "펑크하고 로봇같은 느낌이 드는 기분 나쁜 음반"이라고 불렀다.

## 트랙 리스트
카를로스 알로마르가 공동으로 참여한 ‘Sister Midnight’를 제외하고 모든 트랙은 이기 팝과 데이비드 보위가 만들었다.
A면
1. ‘Sister Midnight’ – 4:19
2. ‘Nightclubbing’ – 4:14
3. ‘Funtime’ – 2:54
4. ‘Baby’ – 3:24
5. ‘China Girl’ – 5:08

B면
1. ‘Dum Dum Boys’ – 7:12
2. ‘Tiny Girls’ – 2:59
3. ‘Mass Production’ – 8:24

## 참여진
크레딧은 토머스 제롬 시브룩의 “Bowie in Berlin: A New Career in a New Town”에서 발췌하였다.
- 이기 팝 – 보컬
- 데이비드 보위 – 키보드, 신시사이저, 기타, 피아노, 색소폰, 실로폰, 백 보컬, 프로듀서
- 카를로스 알로마르 – 기타
- 필 팔머 – 기타
- 로랑 티보 – 베이스 기타
- 조지 머레이 – 베이스 기타
- 마이클 상탕겔리 – 드럼
- 데니스 데이비스 – 드럼
- 토니 비스콘티 – 추가 믹싱

## 차트
| 차트 (1977)                            | 최고 순위 |
| -------------------------------------- | --------- |
| 오스트레일리아 음반 (켄트 뮤직 리포트) | 88        |
| 영국 음반 (OCC)                        | 30        |
| 미국 빌보드 톱 LP & 테이프             | 72        |